# Coral Bay (Australia)
Coral Bay – miasto w Australii, w stanie Australia Zachodnia, nad Oceanem Indyjskim.